# Povrchový sval hýžďový
Povrchový sval hýžďový (lat. musculus gluteus superficialis) je u zvířat plochý sval, který odpovídá velkému hýžďovému svalu u člověka.
Je natahovačem kyčelního kloubu, ve srovnání s velkým svalem člověka je plošší. U sudokopytníků splývá s dvojhlavým svalem (m. biceps femoris), vzniklá struktura se někdy označuje jako m. gluteobiceps.
Povrchový sval hýžďový je součást toho, co se u jatečných zvířat konzumuje jako zadní kýta.